# Гуам на летних Олимпийских играх 2004
Гуам принимал участие в летних Олимпийских играх 2004 в пятый раз за свою историю, но не завоевал ни одной медали. Сборную страны представляло четыре спортсмена (в том числе - одна женщина), принимавшие участие в соревнованиях по вольной борьбе, лёгкой атлетике и плаванию.

## Борьба
Спортсменов — 1
Вольный стиль
Мужчины
| Спортсмен    | Категория | Групповой турнир                                        | 1/4 финала           | 1/2 финала           | Финалы               | Место |
| Спортсмен    | Категория | Соперник и результат                                    | Соперник и результат | Соперник и результат | Соперник и результат | Место |
| ------------ | --------- | ------------------------------------------------------- | -------------------- | -------------------- | -------------------- | ----- |
| Джеффри Кобб | 84 кг     | Давид Бичинашвили Пор 0:4 Жоэль Ромеро Паласиос Пор 0:4 | Не прошёл            | Не прошёл            | Не прошёл            | 21    |

## Лёгкая атлетика
Спортсменов - 2
Мужчины
| Спортсмен | Вид   | Забег     | Забег | Полуфинал | Полуфинал | Финал     | Финал     |
| Спортсмен | Вид   | Результат | Место | Результат | Место     | Результат | Место     |
| --------- | ----- | --------- | ----- | --------- | --------- | --------- | --------- |
| Нейл Уир  | 1500м | 4.05,86   | 12    | Не прошёл | Не прошёл | Не прошёл | Не прошёл |

Женщины
| Спортсмен     | Вид   | Забег     | Забег | Полуфинал | Полуфинал | Финал     | Финал     |
| Спортсмен     | Вид   | Результат | Место | Результат | Место     | Результат | Место     |
| ------------- | ----- | --------- | ----- | --------- | --------- | --------- | --------- |
| Слоан Сигрист | 1500м | 4.44,53   | 14    | Не прошла | Не прошла | Не прошла | Не прошла |

## Плавание
Спортсменов - 1
Мужчины
| Спортсмен     | Вид             | Заплыв    | Заплыв | Полуфинал | Полуфинал | Финал     | Финал     |
| Спортсмен     | Вид             | Результат | Место  | Результат | Место     | Результат | Место     |
| ------------- | --------------- | --------- | ------ | --------- | --------- | --------- | --------- |
| Дэниэл О`Кифф | 100м баттерфляй | 57,39     | 55     | Не прошёл | Не прошёл | Не прошёл | Не прошёл |